# Косма Яхромский
Косма́ Яхромский (умер официально 18 февраля 1492 года, село Небылое (ныне Юрьев-Польский район Владимирской области)) — игумен Русской церкви, основатель Свято-Успенского Космина Яхромского монастыря. Причислен к лику святых Русской православной церкви.

## Биография
Имя преподобного Космы в миру неизвестно, как и точные дата и место рождения. Известно, что родился Косма Яхромский в семье бояр, живших в пределах нынешней Владимирской области, между городами Владимиром и Юрьевом. В отроческом возрасте попал в услужение в знатную боярскую семью, где ему постарались дать хорошее по тем временам образование.
Существует предание, что однажды боярин, у которого служил Косма, серьёзно заболел. В поисках врача он переезжал из одного города в другой. Во время ночёвки на реке Яхроме будущий преподобный обнаружил на дереве икону Пресвятой Богородицы. Явленная икона смогла исцелить немощного боярина. Вскоре после этого Косма отправился в Киев и в Печерском монастыре принял иноческий постриг.
Спустя годы Косма решил увековечить события, связанные с явлением иконы. В 40 верстах от Владимира он возвёл в 1482 или 1483 году каменный храм в честь Успения, послуживший началом основания Свято-Успенского монастыря. Косма был избран его игуменом.

## Споры по поводу даты смерти
По официальной версии, скончался Косма в глубокой старости 18 февраля 1492 года и был погребён в основанной им обители.
Исследователи до сих пор спорят о хронологии жизни Космы Яхромского, данные о которой весьма противоречивы. Официальным годом кончины преподобного назван 1492 год, но во всех первых источниках, упоминающих имя Космы, в том числе в «Житии», эта дата не обозначена. По другим данным, он скончался между 1464 и 1473 годами, либо около 1430 года.
Один из историков предположил, что реальная дата смерти святого — двадцатые годы или середина XV века.

## Память и почитание
Православная церковь поминает его также 14 (27) октября, в день празднования иконы, явленной православному святому.
Житие преподобного Космы написано Григорием, иноком суздальского Спасо-Евфимиева монастыря, в первой половине XVI века. Существует несколько списков этого летописного памятника: Духовной академии Санкт-Петербурга, Погодинский, Уваровский и Волынский, которые все относятся к XVII веку и отстоят на несколько десятилетий от написания оригинального текста,
Мощи святого были положены под спудом в монастырском Успенском храме, в основанной им обители. Существуют письменные свидетельства двух исцелений от мощей. Одно из них гласит, что после пяти дней пребывания при гробнице преподобного от своей болезни излечился человек, страдавший помрачением ума.
Тропарь:

Горняго желая премирнаго жития, /
дольняя возненавидел еси, /
и, взем крест свой, последовал еси Христу, /
и в пустыню вселился еси, досточудне, /
в ней подвизася в пениих, в бдениих и пощениих. /
Темже в тя вселися Пресвятый Дух, /
но яко имея дерзновение ко Христу Богу, /
испроси людем православным здравие и спасение /
и не забуди посещая чад своих, /
совершающих священную память твою, /
Космо, преподобне отче наш.

## Яхромская икона Божией Матери
До наших дней сохранился только предположительный список явленной Косме иконы, изображающий Божию Матерь по одному из основных типов изображения в русской иконописи Умиление. Младенец Христос изображён справа, сидящим на руке Богоматери и прижимающимся к её щеке. Одной рукой он трогает её подбородок. Ножки младенца Христа скрещены, подошва одной из них развёрнута к зрителю.